# Hyptiotes tehama
Espèce
Hyptiotes tehama est une espèce d'araignées aranéomorphes de la famille des Uloboridae.

## Distribution
Cette espèce est endémique des États-Unis. Elle se rencontre en Californie et au Wyoming.

## Description
Le mâle holotype mesure 3 mm et la femelle paratype 4,1 mm.

## Étymologie
Son nom d'espèce lui a été donné en référence au lieu de sa découverte, le comté de Tehama.

## Publication originale
- Muma & Gertsch, 1964 : The spider family Uloboridae in North America north of Mexico. American Museum Novitates, no 2196, p. 1-43 (texte intégral).